# Tandlerjeva tiskarna
Tandlerjeva tiskarna je najstarejša tiskarna na Dolenjskem, ki se je nahajala na Glavnem trgu 32 v Novem mestu. Ustanovil jo je Heinrich Tandler. 10. maja 1548 naj bi bil v njej tiskan prvi dolenjski časnik Sloveniens Blatt.
Na stavbi se nahaja spominska plošča, ki so jo postavili dolenjski časnikarji leta 1998, ob 150-letnici. Stavba se nahaja tudi v Registru kulturne dediščine Slovenije.